# Cantéyodjayâ
Cantéyodjayâ es una obra para piano del compositor francés Olivier Messiaen, compuesta en 1949. La forma de la obra en un solo movimiento exhibe aspectos de la forma sonata y el rondó, pero avanza mediante la superposición y repetición, en lugar de seguir un desarrollo convencional. Es una pieza no descriptiva o programática.
Las bases compositivas de la obra son ritmos hindúes, frecuentes en obras de Messiaen. La investigación del compositor en ritmos hindúes se basan en parte en los 120 ritmos enumerados en Sangita Ratnakara de Sarangadeva del siglo XIII. La partitura incluye los nombres que se han tomado de este trabajo, y también de la teoría musical carnática.
El elemento que abre la obra se denomina "Cantéyodjayâ" (denominación de la música carnática). Esta figuración se repite a menudo, intercalada con otros materiales.